# Travanj
Travanj (lat. aprilis) četvrti je mjesec godine po gregorijanskom kalendaru. On ima 30 dana.

## Etimologija riječi
Hrvatsko ime za ovaj mjesec dolazi od riječi trava. U slovenskom jeziku tradicionalni naziv za travanj glasi mali traven, a za svibanj veliki traven. Stariji nazivi za mjesec travanj u nekim hrvatskim krajevima bili su: jurjevščak (po blagdanu sv. Jurja, 23. travnja), traven, mali traven.

## Vanjske poveznice

### Sestrinski projekti
|  | Zajednički poslužitelj ima stranicu o temi Prikazi mjeseca    |
|  | Zajednički poslužitelj ima još gradiva o temi Prikazi mjeseca |
|  | Wječnik ima rječničku natuknicu travanj                       |

### Wiki rječnik
- Imena u raznim jezicima: wiki rječnik (engl.)